# Winterhalter Gastronom
Die Winterhalter Gastronom GmbH ist ein Unternehmen, das gewerbliche Spülsysteme, vor allem für die Gastronomie und Hotellerie, produziert. Es ist nach eigenen Angaben Weltmarktführer in diesem Bereich.
Unternehmenshauptsitz ist Meckenbeuren im Bodenseekreis, die zweite Produktionsstätte ist in Endingen am Kaiserstuhl und die dritte Produktion befindet sich im schweizerischen Rüthi.

## Geschichte
Das inhabergeführte Unternehmen wurde 1947 von Karl Winterhalter in Friedrichshafen gegründet, 1959 erfolgte der Umzug nach Meckenbeuren. Ende der 1960er Jahre wurden erste Niederlassungen im europäischen Ausland aufgebaut. 2004 übernahm das Unternehmen den 1977 gegründeten britischen Konkurrenten CLASSEQ.
Winterhalter beschäftigte im Jahr 2018 1.900 Mitarbeiter. Das weltweite Vertriebsnetz umfasst über 40 eigene Vertriebsorganisationen, Vertriebspartnerschaften bestehen in über 70 Ländern, der Exportanteil beträgt rund 75 Prozent. Der Umsatz belief sich 2018 auf ca. 325 Millionen Euro. Geschäftsführende Gesellschafter sind Jürgen und Ralph Winterhalter.